# Салвадор Гарсини
Салвадор Гарсини (на испански: Salvador Garcini) е мексикански режисьор, работещ в компания Телевиса.
В своята кариера е работил с продуцентите Хосе Алберто Кастро, Салвадор Мехия, Роси Окампо, Никандро Диас Гонсалес и Емилио Лароса. Освен като режисьор, Салвадор Гарсини има изяви и като актьор, и като сценарист.

## Творчество

### Режисьор
- Нишките на миналото (2025)
- Дъщерите на госпожа Гарсия (2024-2025)
- Проклятието (2023-2024)
- Кабо (2022)
- Бездушната (2021)
- Да обичам без закон 2 (2019)
- Да обичам без закон (2018)
- Обичаният (2017)
- Страст и сила (2015-2016)
- Любовни капани (2015)
- Необичана (2014)
- Истинската любов (2012-2013)
- Лишена от любов (2011-2012)
- Желязната дама (2010)
- Първа част на Непокорно сърце (2009-2010)
- Утре и завинаги (2008-2009)
- Любов без грим (2007)
- Втора и трета част на Най-красивата грозница (2006-2007)
- Втора част на Срещу вълните на живота (2005)
- Безчувствена жена (2004-2005)
- Пътища на любовта (2002-2003)
- Приятелки и съпернички (2001)
- Мечтателки (1998-1999)
- Здраве, пари и любов (1997)
- Първа част на Ти и аз (1996-1997)
- Голямата награда (1995-1996)
- Ново начало (1994-1995)
- Първа част на Две жени, един път (1993-1994)

### Актьор
- Тъмна орис (2003-2004) .... Лауро
- Веселяци и сърдитковци (2003-2004) .... Лоренсо
- Мечтателки (1998-1999) .... Глупавия
- Голямата награда (1995-1996) .... Хуан
- Две жени, един път (1993-1994) .... Роберто Торес
- Ангели без рай (1992-1993)

### Сценарист
- Главата на Буда (2009) игрален филм, оригинална история
- Любов без грим (2007) теленовела, оригинална история, в съавторство с Алехандро Поленс

## Награди и номинации
Награди TVyNovelas
| Година | Категория          | Теленовела             | Резултат  |
| ------ | ------------------ | ---------------------- | --------- |
| 2014   | Най-добър режисьор | Истинската любов       | Номиниран |
| 2007   | Най-добър режисьор | Най-красивата грозница | Печели    |